# Hamilton Harty
Sir Herbert Hamilton Harty MBE (* 4. Dezember 1879 in Hillsborough, Nordirland; † 19. Februar 1941 in Hove, England) war ein irischer Komponist, Dirigent und Klavierbegleiter.
Zwar am bekanntesten durch seine Kompositionen mit vielfach irischem Tonfall, war Harty ein geachteter und bewunderter Dirigent und galt zeitweilig als der beste Klavierbegleiter Londons.

## Leben
Hamilton Harty war Sohn des Organisten William Harty und spielte bereits als Kind Bratsche, Klavier und Orgel. Zunächst in die Fußstapfen seines Vaters tretend, war er ab einem Alter von 12 Jahren als Kirchenorganist beschäftigt. 1900 übersiedelte er nach London, um eine musikalische Karriere als Klavierbegleiter einzuschlagen. Dort begleitete er eine Reihe bekannter Solisten, darunter John McCormack, William Henry Squire, Joseph Szigeti, Fritz Kreisler und die Sopranistin Agnes Nicholls, die er 1904 heiratete.
Harty schrieb die meisten seiner Kompositionen zwischen 1901 und 1920; ein 1901 entstandenes Trio und ein 1904 komponiertes Klavierquintett wurden mit Preisen ausgezeichnet. Im selben Jahr entstand die Irish Symphony, der weitere Werke mit Orchester folgten, etwa die Ode to a Nightingale für Sopran und Orchester (1907, uraufgeführt durch Agnes Nicholls), das Violinkonzert (1909) und die sinfonische Dichtung With the Wild Geese (1910). Nachdem er sich 1936 vom Dirigieren zurückgezogen hatte, vollendete er 1938 eine weitere Tondichtung, The Children of Lir.
Nach kurzer Zeit beim London Symphony Orchestra und anderen Orts in England wurde Harty 1920 ständiger Dirigent des Hallé-Orchesters, eine Stellung, die er bis 1933 innehatte. Unter seiner Stabführung wurde das Hallé-Orchester eines der führenden Orchester Englands. Harty leitete in dieser Zeit auch die englischen Erstaufführungen der 9. Sinfonie von Gustav Mahler und der 1. Sinfonie von Dmitri Schostakowitsch. 1925 wurde er als Knight Bachelor („Sir“) in den Ritterstand erhoben. 1931–1936 führten ihn Tourneen unter anderem nach Amerika, so dirigierte er beispielsweise in Boston, Chicago, Cleveland, Los Angeles, San Francisco und Rochester, aber auch in Sydney (Australien). 1932 bis 1935 war Harty Chefdirigent des London Symphony Orchestra. 1934 brachte er mit diesem Orchester die 1. Sinfonie von William Walton zur Teil-Uraufführung (Sätze 1 bis 3), die Kompletturaufführung erfolgte 1935 mit dem BBC Symphony Orchestra. 1936 erkrankte er an einem Gehirntumor, an dem er 1941 verstarb.

## Werke (Auswahl)
- Streichquartett F-Dur op. 1 (1900)
- Streichquartett a-Moll op. 5 (1902)
- An Irish Symphony (1904)
- Klavierquintett F-Dur op. 12 (1904)
- A Comedy Overture, für Orchester (1906)
- Ode to a Nightingale, für Sopran und Orchester (1907)
- Konzert für Violine und Orchester d-moll (1909)
- With the Wild Geese, Tondichtung für Orchester (1910)
- Variations on a Dublin Air (1912)
- The Mystic Trumpeter, Kantate für Bariton und Orchester nach Walt Whitman (1913)
- Konzert für Klavier und Orchester h-moll (1922)
- In Ireland, für Flöte, Harfe und Orchester (1935), basierend auf der Fassung für Flöte und Klavier (1918)
- A John Field Suite, Arrangement von Klavierstücken John Fields (1939)
- The Children of Lir, Tondichtung für Orchester (1938)
- Fünf Irische Lieder
- Fantasy Scenes, für Orchester